# Ajapnyak (métro d'Erevan)
Ajapnyak (en arménien Աջափնյակ) est une future station de l'unique ligne du métro d'Erevan qui sera située dans le district d'Ajapnyak à Erevan, dont l'ouverture est estimée en 2028.

## Histoire
Le projet de prolongement de la ligne de métro d'Erevan est prévu depuis 20 ans. Ces travaux verront l'ouverture de deux nouvelles stations dont Ajapnyak qui sera la station suivant le terminus actuel, Barekamoutioun. Le tunnel menant jusqu'au canyon de la rivière Hrazdan existe déjà, et sert actuellement d'arrière-gare pour la station précédente, assurant le rebroussement des trains.
La station se situera rue Halabian, près du canyon de la rivière Hrazdan, dans un quartier résidentiel au nord-ouest de la ville. Le nom de la station correspond à celui du district. Elle doit desservir les Gorges de la rivière Hrazdan et le Bowling.
Le projet a été concrétisé en 2021, l'appel d'offres a été remporté par l'entreprise russe Metrogiprotrans, les études préliminaires ayant été lancées peu après. Les travaux de gros-oeuvre avec la construction d'un pont enjambant le canyon et la rénovation du tunnel d'arrière-gare ont débuté fin 2023. La municipalité d'Erevan espère une mise en service courant 2028.

## La station
La station serait édifiée selon le plan-type des stations d'Erevan, à savoir un vaste vestibule relié de part et d'autre par des galeries menant aux quais.